# James Duval
James Duval (Detroit, 10 de setembro de 1972) é um ator norte-americano.

## Filmografia (parcial)
- An Ambush of Ghosts (1993) .... Estudante #1
- Totally Fucked Up (1993) .... Andy
- Mod Fuck Explosion (1994) .... Smack (Biker)
- The Doom Generation (1995) .... Jordan White
- Independence Day (1996) .... Miguel Casse
- A River Made to Drown In (1997) .... Jaime
- Nowhere (1997) .... Dark Smith
- Wild Horses (1998) .... Jimmy
- Stamp and Deliver (1998)
- The Clown at Midnight (1998) .... George Reese
- Alexandria Hotel (1998) .... Romero
- How to Make the Cruelest Month (1998) .... Westy
- SLC Punk! (1998) (como Jimmy Duval) .... John the Mod
- Go (1999) .... Singh
- The Weekend (1999) .... Robert
- This Is How the World Ends (2000) (TV) .... Blue
- Gone in Sixty Seconds (2000) .... Freb
- Amerikana (2001) .... Chris
- Donnie Darko (2001) .... Frank
- The Doe Boy (2001) .... Hunter Kirk
- The Tag (2001) .... Viggs
- A Galaxy Far, Far Away (2001) .... (Ele mesmo)
- Comic Book Villains (2002) .... Baz
- May (2002) .... Blank
- Scumrock (2002) .... Drew
- Pledge of Allegiance (2003) .... Ray
- Window Theory (2004) .... Dave Kordelewski
- Frog-g-g! (2004) .... Freb
- Open House (2004) .... Joel Rodman
- Venice Underground (2005) .... Lucious Jackson
- Chasing Ghosts (2005) .... Dmitri Parramatti
- Standing Still (2005) .... Stoner Steve
- The Iron Man  (2006) .... Advogado 2
- Mad Cowgirl (2006) .... Thierry
- Roman (2006) .... Goth Dude (cenas deletadas)
- Pancho and Lefty (2006) .... Lefty
- Kush (2007) .... Cyrus
- Numb (2007) .... Caleb
- The Pacific and Eddy (2007)  .... Noel
- Luck of the Draw (2007) .... Grady
- The Art of Travel (2008) .... Taylor 'One Ball'
- Pox (2008) .... ele mesmo
- Toxic (2008) .... Brad
- Cornered! (2008) .... Jimmy
- Evilution (2008) .... Asia Mark
- Thirsty (2009) (voice) .... Beverage Announcer
- 2 Dudes & a Dream (2009) .... Phil
- Penance (2009) .... Guy
- The Black Waters of Echo's Pond (2009) .... Rick
- Now Here (2010) .... Luis Ortiz
- Not Another Not Another Movie (2010) .... Miguel
- Everything Will Happen Before You Die (2010) .... Paynie
- Caller ID (2010)  .... Miles
- Closing Time (2010) ... Jimmy
- Noirland (2010) .... Tiberius Malloy
- Naked Angel (pós-produção) .... Andreas
- Playback (2010) .... Clark
- Kaboom (2010) .... Messiah
- Touchback (2012) .... Rodriguez
- Spreading Darkness (pós-produção) .... Mark Minscourri
- Sushi Girl (2012) .... Francis
- Look At Me (2013) ... Frank
- Hercules Reborn (2014) ... Horace